# 马切伊·拉塔伊
马切伊·拉塔伊（波蘭語：Maciej Rataj，1884年2月19日—1940年6月21日），是波兰第二共和国时期的政治家、教育家和作家。拉塔伊在1922年至1928年担任众议院议长，期间曾于1922年以及1926年两度临时代理总统。1939年德国入侵波兰后他被德军逮捕，并在次年死于帕尔米里大屠杀。